# 氨基蒽醌
单氨基蒽醌（英語：monoaminoanthraquinone）化学式：C14H7O2(NH2)，是最简单的氨基蒽醌（Aminoanthraquinone，化学通式：C14H8-xO2(NH2)x，一般指代9,10-蒽醌的一个氢被氨基取代的化合物，有以下同分异构体：
| 同分异构体 | CAS编号  | 结构 |
| ---------- | -------- | ---- |
| 1-氨基蒽醌 | 82-45-1  |      |
| 2-氨基蒽醌 | 117-79-3 |      |

## 多氨基蒽醌
- 二氨基蒽醌，C14H6O2(NH2)2
- 三氨基蒽醌，C14H5O2(NH2)3
- 四氨基蒽醌，C14H4O2(NH2)4
- 五氨基蒽醌，C14H3O2(NH2)5
- 六氨基蒽醌，C14H2O2(NH2)6
- 七氨基蒽醌，C14HO2(NH2)7
- 八氨基蒽醌，C14O2(NH2)8